# Трета сицилианска война
Третата гръко-пуническа война се провежда в края на 4 век пр.н.е. между 315 г. пр.н.е. и 307 г. пр.н.е., като страни са Пунически Картаген и неговите съюзници от една страна и Сиракуза от друга. Това е най-интензивният военен конфликт между съперниците в историята. Завършва с прословутата африканска експедиция на Агатокъл. След края на африканската експедиция, през 306 г. пр.н.е., е сключен мирен договор, според клаузите на който се запазва старата граница в Сицилия по река Халикос. Макар и символично, картагенците са принудени да плащат скромен дан в жито и пари.

## Значение
Значението на тази война е огромно, понеже за първи път театърът на бойните действия се пренася в Магреб на Африканския континент. През 310 г. пр.н.е. набързо сформирано картагенското опълчение е напълно разбито и Картаген за първи път в своята история се оказва в критично положение.

## Развитие
Конфликтът не се подновява впоследствие, но в ролята на сиракузците влизат римляните, които след Първата пуническа война принуждават картагенците да опразнят острова. Насетне следва въстание на наемниците и немного славния край на пуническата столица.